# Trial de Reis
El Trial de Reis va ser una prova de trial puntuable per als campionats de Catalunya i d'Espanya que es disputà anualment entre 1967 i 1983 a Catalunya, les primeres edicions de la qual discorrien per la falda del Tibidabo. La prova, organitzada per la Penya Motorista 10 x Hora, era tradicionalment la primera del campionat estatal i formava part, juntament amb el Trial de Nadal i el Trial de Primavera, del grup de trials més antics i prestigiosos del calendari català.
El Trial de Reis devia el seu nom al fet de disputar-se pels volts del dia de Reis, a mitjan gener. Inicialment organitzat pels voltants de la serra de Collserola, a mitjan dècada de 1970 canvià d'emplaçament i passà a disputar-se habitualment pels voltants de Canyamars i Dosrius, al Maresme. Durant aquesta segona època, la prova destacà per la bellesa del seu recorregut, marcat pels contraforts de la serra del Corredor i endinsant-se en zones boscoses i ombrívoles. En aquells paratges, les zones característiques eren les d'aigua i grans roques humides, amb abundants codolars, ja que es travessaven diversos rierols.

## Llista de guanyadors

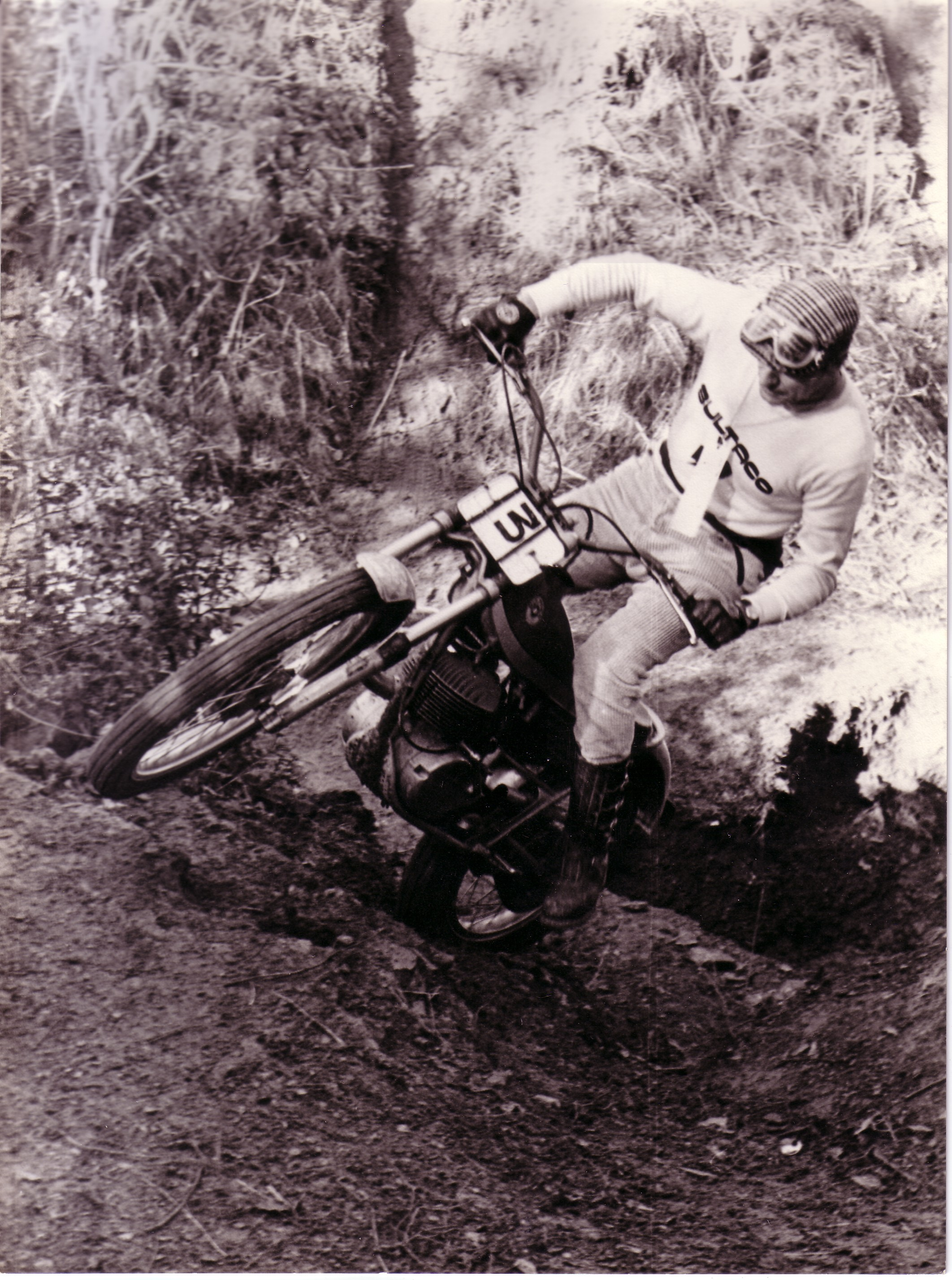
Oriol Puig Bultó amb la Bultaco Sherpa T al Trial de Reis de 1971

| Edició | Any  | Data        | Lloc                  | Comarca         | Guanyador             | Motocicleta    | Resultats      |
| ------ | ---- | ----------- | --------------------- | --------------- | --------------------- | -------------- | -------------- |
| I      | 1967 | 8 de gener  | Arrabassada           | Barcelonès      | Joan Soler Bultó      | Bultaco        | [ 2 ]          |
| II     | 1968 | 7 de gener  | Arrabassada           | Barcelonès      | Oriol Puig Bultó      | Bultaco        | [ 3 ]          |
| III    | 1969 | 12 de gener | Roquetes              | Barcelonès      | Oriol Puig Bultó      | Bultaco        | [ 4 ]          |
| IV     | 1970 | 11 de gener | Tibidabo              | Barcelonès      | Ignasi Bultó          | Bultaco        | [ 5 ]          |
| V      | 1971 | 10 de gener | La Guineueta          | Barcelonès      | Ignasi Bultó          | Bultaco        | [ 6 ]          |
| VI     | 1972 | 9 de gener  | Tibidabo              | Barcelonès      | Quico Payà            | OSSA           | [ 7 ]          |
| VII    | 1973 | 14 de gener | Sant Feliu de Codines | Vallès Oriental | Randy Muñoz           | Bultaco        | [ 8 ]          |
| VIII   | 1974 | 13 de gener | Canyamars             | Maresme         | Randy Muñoz           | Bultaco        | [ 9 ]          |
| IX     | 1975 | 12 de gener | Canyamars             | Maresme         | Manuel Soler          | Bultaco        | [ 10 ]         |
| X      | 1976 | 25 de gener | Canyamars             | Maresme         | Jaume Subirà          | Montesa        | [ 11 ]         |
| XI     | 1977 | 30 de gener | Canyamars             | Maresme         | Quico Payà            | OSSA           | [ 12 ]         |
| XII    | 1978 | 29 de gener | Dosrius               | Maresme         | Josep Casademunt      | Montesa        | [ 13 ]         |
| XIII   | 1979 | 21 de gener | Dosrius               | Maresme         | Toni Gorgot           | Bultaco        | [ 14 ]         |
| XIV    | 1980 | 20 de gener | Puigreig              | Berguedà        | Toni Gorgot           | OSSA           | [ 15 ]         |
| XV     | 1981 | 11 de gener | Dosrius               | Maresme         | Josep Maria Martorell | Bultaco        | [ 16 ]         |
| XVI    | 1982 | 17 de gener | Canyamars             | Maresme         | Edició suspesa        | Edició suspesa | Edició suspesa |
| XVII   | 1983 | 9 de gener  | Dosrius               | Maresme         | Pere Ollé             | Beta           | [ 18 ]         |